# Neckeropsis gracilenta
Neckeropsis gracilenta là một loài Rêu trong họ Neckeraceae. Loài này được (Bosch & Sande Lac.) M. Fleisch. miêu tả khoa học đầu tiên năm 1908.